# Bernhard Griese
Bernhard Griese est un SS-Standartenführer allemand, né le 27 janvier 1897 à Ribnitz-Damgarten (Poméranie, Empire allemand) et mort le 11 février 1964 à Kiel (Schleswig-Holstein, Allemagne).  
Il dirige un bataillon puis un régiment de police (de l'Ordnungspolizei), alternativement sur le front de l'Est, en France et en Yougoslavie. Il participe notamment à la rafle de Marseille de janvier 1943. Après la guerre, il est condamné à vingt ans de prison en Yougoslavie (en 1949) où il reste incarcéré jusqu'en 1953.  

## Biographie

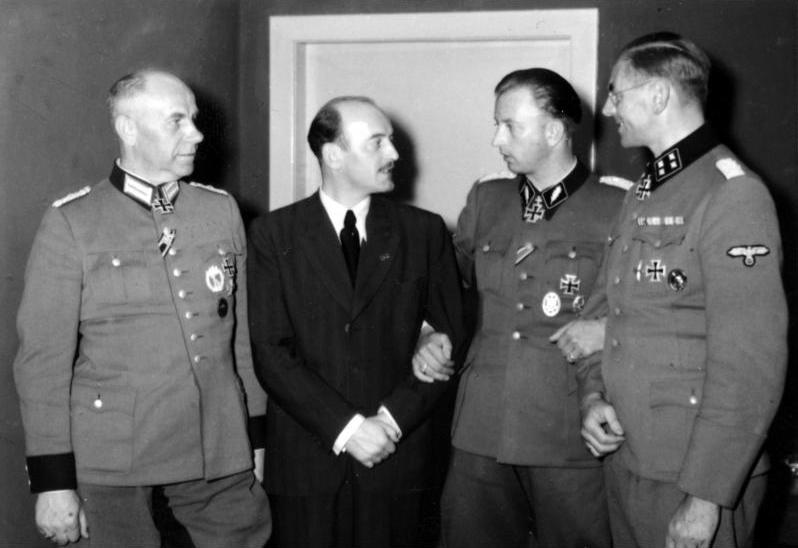
Bernhard Griese avec Hermann Fegelein, Heinz Gödecke et.

Après la Première Guerre mondiale, il  rejoint la Schutzpolitzei, police régulière allemande comme Major en 1936. Il est ensuite Kommander suppléant à Rostock au début de la Seconde Guerre mondiale. 
Griese participe a l'opération Barbarossa et dirige comme Bataillonskommander le bataillon de police SS no 323, basé à Tilsit (actuelle Sovetsk) à partir d'août 1941. Son bataillon prend temporairement en charge l'administration militaire de la région en juillet 1941. Ce bataillon couvrait Georgenburg (actuelle Mayovka) ainsi que la forêt de Białowieża devenue un refuge pour la résistance polonaise et les partisans communistes. Le 3 juillet 1941, Griese ne donne pas la priorité à un massacre de Juifs à Jurbarkas qui finit par se dérouler sans l'aide de son bataillon de police. Les services de sûreté (Sicherheitsdienst, SD) lui réclament au cours de sa tenure à Georgenburg des juifs à exécuter ce que Griese se refuse à faire sans ordre écrit et signé de son BdO (Befehlshaber der Ordnungspolizei) Karl Franz situé à Königsberg. C'est au cours d'un de ses trajets pour voir le BdO que le SD en profita pour massacrer 365 Juifs. Griese finira par obtenir un ordre écrit. Son refus de coopérer sera investigué par l'OrPo de Berlin mais l'affaire sera classée sans suite. Il fut ensuite déployé sur le front de l'Est en janvier 1942 à Bialystok et décoré chevalier de la croix de fer en mai 1942.  
En juillet 1942, le bataillon de police 323, appartenant désormais au 4e régiment de police en tant que 2e bataillon, opère à Paris mais est basé à Dortmund  et fournit des escortes pour les trains de déportation vers les camps de la mort jusqu'en février 1943. 
Major der Polizei et SS-Sturmbannführer, il organise avec la police française la rafle de Marseille des 23 et 24 janvier 1943 et la destruction du quartier nord du Vieux-Port. Le 23 janvier 1943, alors que la rafle est en cours, Bernhard Griese est photographié avec René Bousquet, secrétaire général de la Police de Vichy et Antoine Lemoine, alors préfet régional à Marseille a la mairie de Marseille.
En février 1943, Griese commande le Polizei-Regiment appelé de son nom "Griese" (3e bataillon du 4e regiment de police). Ce régiment provisoire a été créé à Marseille peu après l'opération Anton, invasion de la zone libre par les Allemands en novembre 1942. Le Polizei-Regiment "Griese" est constitué de trois bataillons en provenance de Haute-Carniole en Slovénie, de Paris et du Gouvernement général de Pologne et renforce les troupes de police existantes en France. 
Le Polizei-Regiment "Griese" est finalement dissous au printemps 1943 et la majeure partie de ses effectifs serviront à la constitution du 14e SS-Polizei-Regiment à la fin mars 1943.
Griese combat sur le front de l'Est pendant l’été 1944 avec le grade de Standartenführer.

Le 8 mai 1945, il est capturé par les Américains. Il est ensuite extradé vers la Yougoslavie où il sera condamné à vingt ans de prison dans des camps de travaux forcés en 1949. En 1953, il est libéré et renvoyé en Allemagne. 

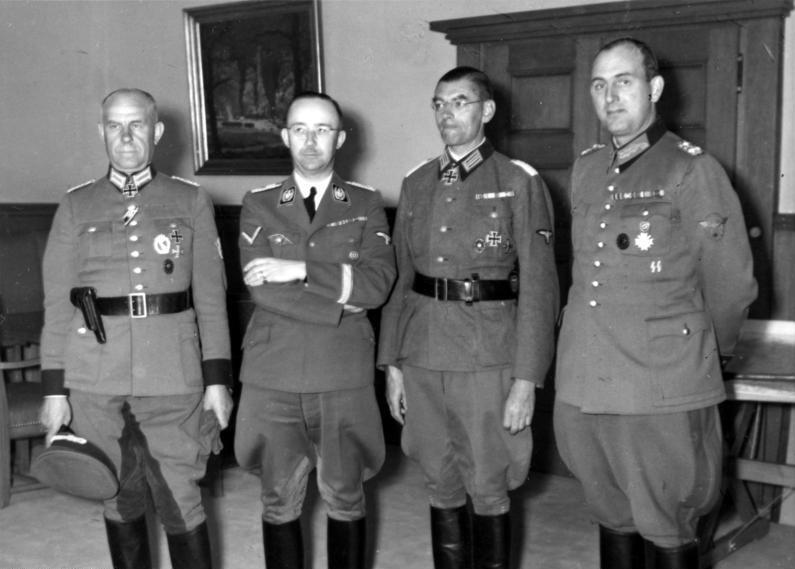
Bernhard Griese avec Heinrich Himmler.

## Images de la rafle de Marseille à laquelle Bernhard Griese prit part

### Mairie de Marseille - 23 janvier 1943

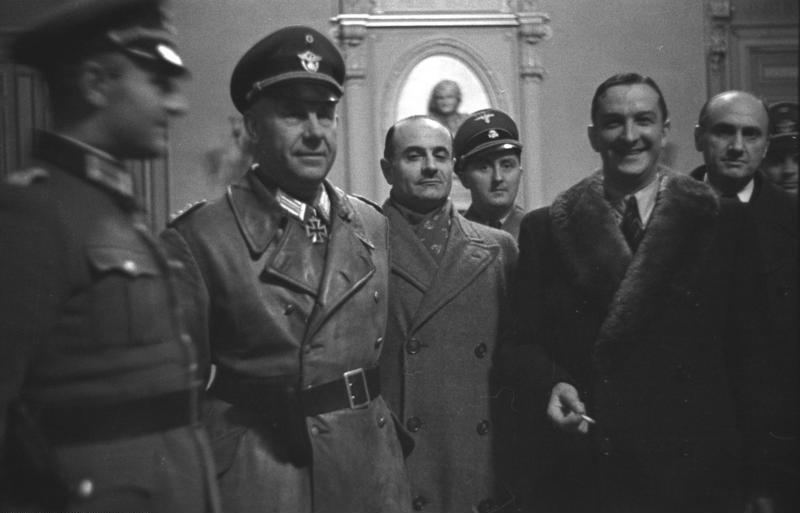
Bernhard Griese, Antoine Lemoine, Rolf Mühler, René Bousquet et le préfet Pierre Barraud (faisant fonction de maire)
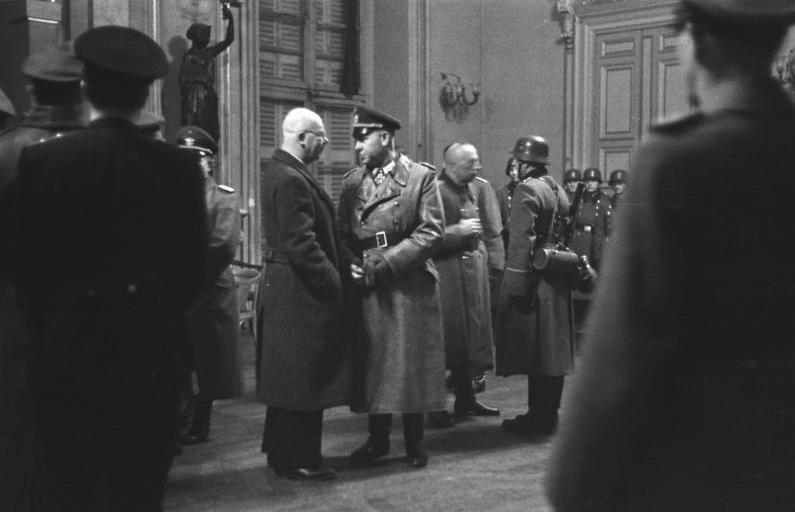
Bernhard Griese et Carl Oberg
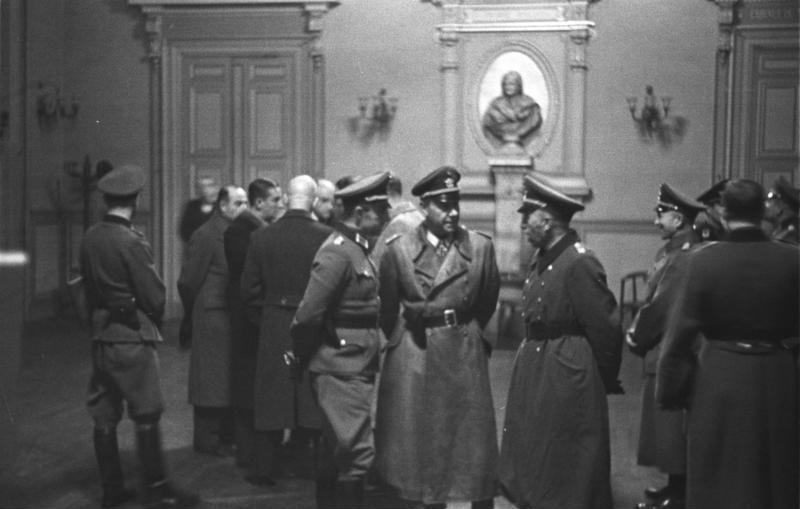
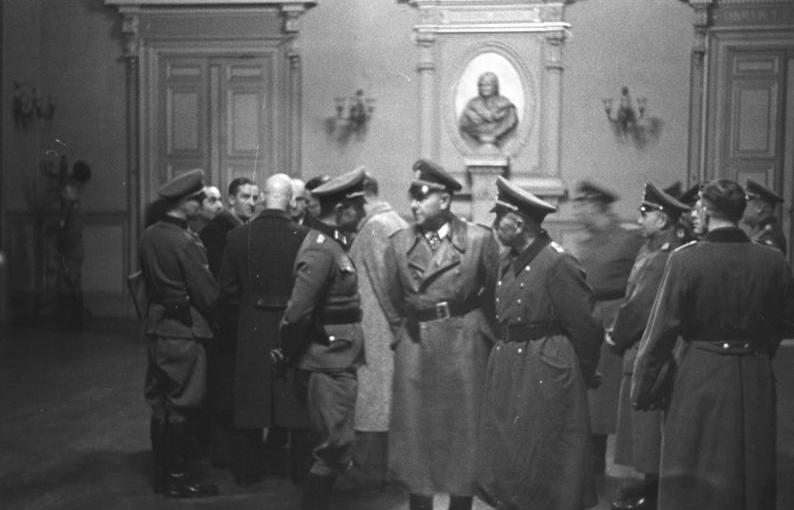
René Bousquet avec Carl Oberg, Hans-Gustav Felber avec Bernhard Griese
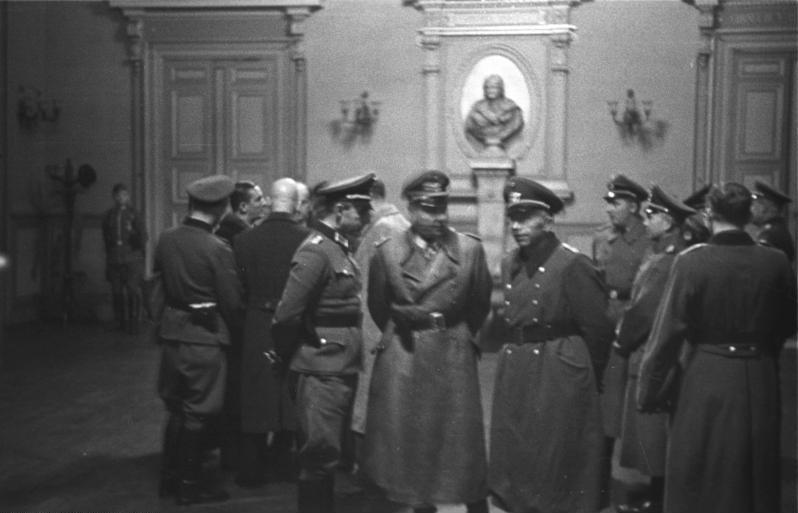

### Gare d'Arenc à Marseille - 24 janvier 1943

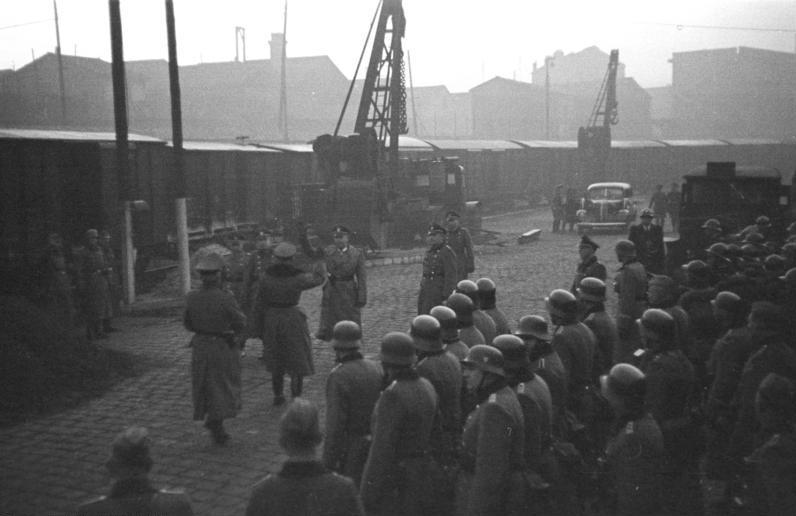
Bernhard Griese fait le salut nazi
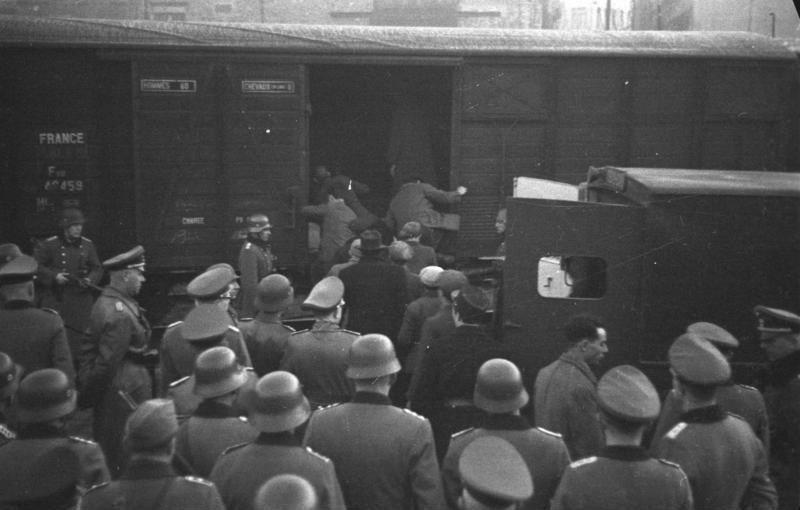
Bernhard Griese surveille l'embarquement
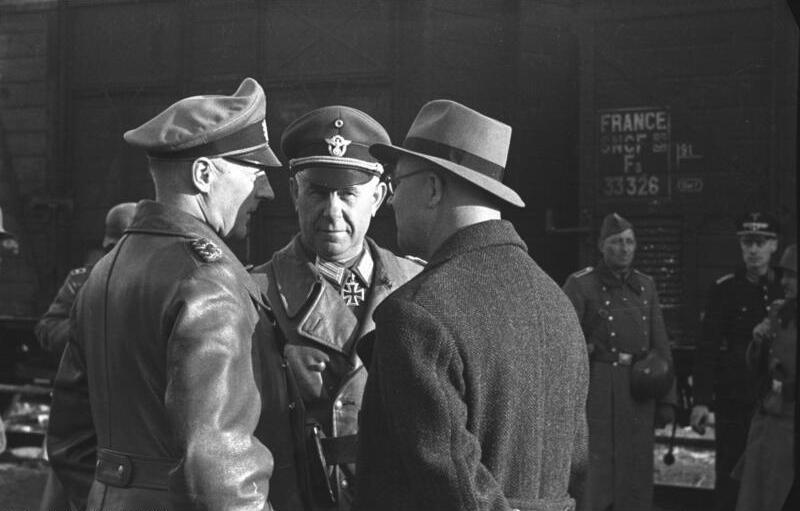
Hans-Gustav Felber, Bernhard Griese, Carl Oberg